# 파멜라 젤리모
파멜라 젤리모(스와힐리어: Pamela Jelimo, 1989년 12월 5일 ~ )는 케냐의 육상 선수이다. 그녀는 18세의 나이로 2008년 베이징 올림픽 800m 경기에서 금메달을 획득했다. 그녀는 올림픽 금메달을 획득한 최초의 케냐 여자 선수이다.

## 생애
파멜라 젤리모는 리프트 밸리주 난디 지역의 키프타모크 마을에서 태어났다. 젤리모는 2003년에 13세의 나이로 카프사베트 근처 카프투모에서 달리기를 시작했다.
2007년 6월에 그녀는 케냐 선수권 대회 400m 경주에서 55.82초의 시간으로 5위를 했다. 그녀는 케냐 경찰청에서 일하기 시작했고 동료 케냐 선수 자네스 젭코스게이와 함께 훈련했다.

## 2008년 올림픽 금메달
2008년 8월 18일에 젤리모는 베이징 올림픽 800m에서 금메달을 획득했다. 그녀는 올림픽 금메달을 획득한 최초의 케냐 여자 선수가 되었다.

## 개인 생활
젤리모는 2007년 말에 페터 키프로티치 머레이와 결혼했다.